# یواس‌اس کاکاپون (ای‌او-۵۲)
یواس‌اس کاکاپون (ای‌او-۵۲) (به انگلیسی: USS Cacapon (AO-52)) یک کشتی بود که طول آن ۵۵۳ فوت (۱۶۹ متر) بود. این کشتی در سال ۱۹۴۱ ساخته شد.